# Pentanisia veronicoides
Pentanisia veronicoides är en måreväxtart som först beskrevs av John Gilbert Baker, och fick sitt nu gällande namn av Karl Moritz Schumann. Pentanisia veronicoides ingår i släktet Pentanisia och familjen måreväxter.
Artens utbredningsområde är Madagaskar. Inga underarter finns listade i Catalogue of Life.